# ザ・バトル・オブ・チャイナ
『ザ・バトル・オブ・チャイナ』（The Battle of China, 「中国の戦闘」の意）は、フランク・キャプラが監督したプロパガンダ映画『我々はなぜ戦うのか』シリーズの6作目である。1944年（昭和19年）にアメリカで上映された。
戦争当事国の中華民国をはじめ、欧米や中華人民共和国などではニュースや報道番組において、現在でも日本軍による残虐行為の記録フィルムや記録写真として、これらの映画の一部が頻繁に使用されている。

## 『ザ・バトル・オブ・チャイナ』
『ザ・バトル・オブ・チャイナ』は、このシリーズの6作目にあたり、シリーズ7作中で唯一、アジアにおける戦闘を題材にしたものである。1944年にアメリカで、一般に劇場公開された。数人の評論家から問題点（内容に誇張が多い・中国人自身の問題に全く触れていない）を指摘されたことにより、一時的に回収されたが再度上映され、戦争終結までに約400万人が観ることになった。スタンフォード大学歴史学部長のデビッド・ケネディは南京大虐殺は反日プロパガンダの中核となり、この映画はその顕著な一例であるとしている。

### 内容
本編の内容は、南京陥落後、「市民自らが掘らされた穴に落とされ、折り重なるように生き埋めにされるシーン」や、「殺された息子にすがり付き、泣き叫ぶ年老いた父親の姿」等が日本軍の残虐行為として編集されている。

### 問題点
本作では「日本軍による銃殺刑のシーン」は、1927年に中国国民党が行った中国共産党員に対する虐殺の映像、1928年製作のソ連映画『上海ドキュメント（Шанхайский документ）』の映像が使われている。また、廃墟となった上海南駅（南京ではない）で幼児が泣くシーンでは王小亭が撮影したフィルムが使用されている（詳細については後述）ことなどが判明している。

### 第二次世界大戦終結後における展開

#### 中華民国
- 中華民国では『ザ・バトル・オブ・チャイナ』のフィルムを独自に編集・追加し、1950年（昭和25年）国共内戦後に『中国之怒吼』と題する映画を製作した。

#### 日本
- 第二次世界大戦当時の1943年（昭和18年）1月から翌年1月まで南京の支那派遣軍総司令部に勤務した三笠宮崇仁親王は、中国における日本軍の残虐行為に憂慮し、兄である昭和天皇と一緒に中国側が制作した映画を見たと回想しているが、この映画と、『ザ・バトル・オブ・チャイナ』との間に何らかの関連性がある可能性がある[3]。

「三笠宮　中国側は、日本の残虐行為を『勝利行進曲』という映画にしていましたが、それを日本側が重慶あたりで没収してきたものを手に入れた私は、東京に連絡で戻った時に、その映画を持っていき、昭和天皇にもお見せしたことがあります。もちろん中国が作った映画ですから、宣伝の部分も多いでしょうが、多くの部分は実際に行われた残虐行為だったろうと私は考えています。」

- 日本国内において、一般国民に『ザ・バトル・オブ・チャイナ』が知られるようになったのは、1981年（昭和56年）テレビ朝日の朝のワイドショー『溝口泰男モーニングショー』内で、中華人民共和国内で報道されている日本軍による残虐行為の記録フィルムとの名目で、作品の一部が放送されたのが切っ掛けであった。当時、この映像の真贋については論争となり、結果として、この映画の一部である事が判明するに至ったが、その結論については大きく報道されなかった。
- 1982年（昭和57年）には、NHK特集として第二次世界大戦の他の記録フィルムと共にこの一部が放送された（短く「アメリカが製作した反日宣伝映画」とのキャプションが付いていた）。
- 1983年（昭和58年）公開のドキュメンタリー映画『東京裁判』では、本作の映像を使用して作成された中国のプロパガンダ映画『中国之怒吼』からの映像を使用。『これは南京事件を告発した中国側のフィルムである』との字幕を入れた上で引用されている。
- 1989年（平成元年）昭和天皇崩御の際には、「彼の軍隊が行った蛮行」として世界中のメディアでこの映像が流された。
- 1991年（平成3年）に大陸書房が『日中戦争』の題名でビデオソフトを発売した。
- 1996年（平成8年）に長崎原爆資料館において上映された事がある。

#### その他
- 1987年(昭和62年）公開のイギリス・イタリア・中国の合作映画『ラストエンペラー』（アカデミー賞やゴールデン・グローブ賞を受賞）でも、この映像が挿入され、世界各国に配給された。日本での初公開時には配給会社によりベルナルド・ベルトルッチ監督に無断でカットされたが、監督からの抗議により短期間で戻されて公開が続けられた[要出典]。テレビ朝日『日曜洋画劇場』1989年放送分ではカットせず、そのまま放送された[要出典]。
- 他にも、国内外の様々なテレビ番組や映画等で多用されており、全貌を把握するのは容易ではない。現在ではYouTubeで南京大虐殺と検索すると、この映画の一部を流用した動画がいくらでも見られる。

### 劇中で使用されている映像について
映画の最後の説明で使用されている映像は、中国から提供されたもの、アメリカとイギリスの軍写真部門が提供したもの、宣教師が提供したもの、捕獲した日本のフィルムであり、戦闘に関係のないシーンは歴史的なフィルムも使用したとしている。
南京陥落当時、南京に滞在していて、南京安全区国際委員会のメンバーだったアメリカの宣教師ジョン・マギーは、16ミリ映写機アイモで南京病院（金陵病院）などで治療を受ける被害者を撮影した映像などを記録し、上海のコダックで現像したとされる。その後、この映像を同じく南京安全区国際委員会のジョージ・フィッチが中国の外に持ち出し日本のYMCAや米国などにおいて講演旅行を行った。この映画の中では、ジョン・マギーの映像が南京大虐殺に関する場面として多数使用されている。それは、日本人に生きたまま焼かれて恐ろしいほどに焦げて変形した男、頭部に激しい銃剣の刺し傷を追ったホーロー器具店の店員（入院後六日経った後でも、脳の脈動を鮮明に見ることができたというもの）、日本兵に輪姦され首を斬り落されかけた被害者、とされる映像である。宣教師が提供したフィルムとは、このフィルムを指すとされる。
後ろ手を縛られて座らされる市民の後頭部を、次々と撃ち抜いて射殺する場面は、この映画における最も有名な虐殺のシーンであるが、これは、ヤコフ・モイセエヴィチ・ブリオフ監督による1928年製作の『上海ドキュメント』というソ連映画の一部であり、1927年の蔣介石による共産党弾圧を糾弾する映像である。これが本作では中国警察とは分からないように映像の一部分がカットされ、トリミングされた上で、日本軍による虐殺シーンとして使われている。
廃墟と化した駅のホーム上で、幼児が、一人泣いている有名な写真（『LIFE』1937年10月4日号誌上に掲載され全米で大きな反響を呼んだもの）も、この映画の一部として使用されている。映画には、写真が撮影された前後の状況も含まれていて、黒い中国服を着た人物が、線路を渡って幼児を救出してホームに一時座らせるまでと幼児を担架状のもので搬出するシーンが映っている。この写真について東中野修道は著書の中で「あらゆるところで南京事件の写真として流用されており、プロパガンダ写真を作っている最中のものである」と主張している。また、『LIFE』誌ではこの幼児が上海南駅爆撃の民間人犠牲者のうちの1人であるとして、初出の掲載から撮影地が上海であることを説明しているが、戦後は撮影場所が上海南駅であることが忘れ去られ、南京事件の写真として使用されてきたと主張している。この映像の撮影者が王小亭であることが、東中野の検証により発表されている。松尾一郎は『正論』において撮影者がH・S・ウォンで無い可能性が高い事を論じている。

#### 映像の二次使用
日本でも長崎原爆資料館において、この映画からプリントされた写真が南京事件の写真として長らく展示されていた。市民団体等から捏造資料であるとの指摘を受け、当時の橋本龍太郎首相は写真の信憑性の調査を関係省庁に指示し、結果的に信憑性に乏しい写真とされ176カ所の展示を差し替えるに至った。 
また、ピースおおさかもこの幼児の撮影と同時に撮られた右記と同様の幼児写真（中國娃娃）を「上海爆撃、泣き叫ぶ子供」とのキャプションを付けて展示していたが、「爆撃後の市街に赤ん坊1人だけでいる姿が不自然」と判断し、撤去している。
また、中華人民共和国各所に点在している「抗日記念館」にも、これらの写真が必ず展示されており、この映画自体も上映されている。南京大虐殺紀念館でも「展示されていたが、信頼性の乏しいこの写真を含む3枚の提示を取りやめた」と2008年12月17日、産経新聞によって伝えられた。
アイリス・チャンの著書『ザ・レイプ・オブ・南京』中の上海での戦闘を記述した箇所にも、右記の幼児の動画撮影と同時に撮られた同様の写真等が、演出写真としてでなく、キャプション付きでドキュメント写真として掲載されている。

## 関連事項
- 中国之怒吼
- 上海ドキュメント
- 南京事件
- 南京事件論争
- 南京 (戦線後方記録映画)
- マギーフィルム
- マイナー・シール・ベイツ

### 映画
- The Battle of China - YouTube
- The Battle of China ダウンロード on the Internet Archive
- The Battle of China - IMDb（英語）
- The Battle of China - オールムービー（英語）

### 批評
- A Shanghai Document (1928) - YouTube（オリジナル映像との比較）
- THE FAKE OF NANKING - YouTube
- チャンネル桜による捏造指摘